# 土壌肥沃度
土壌肥沃度（どじょうひよくど、Soil fertility）とは、農作物の生育の場を提供し、農産物の品質と収率を一定以上の水準で持続させる土壌の性質である。すなわち、植物の生育を維持する土壌の能力である。

## 決定要因
土壌肥沃度の高い土壌とはいわゆる肥沃な土壌であり、そこに育つ植物の生育が良い。肥沃度の高さは次の要因が関わる。
- 植物の生育に必要な栄養素（窒素、リン酸、カリウムといった多量要素および、ホウ素、塩素、コバルト、銅、鉄、マンガン、マグネシウム、モリブデン、亜鉛などの微量要素）の豊かさ。
- 土壌有機物の量。土壌有機物は土壌の構造や保水性に重要である。
- 土壌pH（英語版）。6.0-6.8の範囲内が最も多くの植物にとって望ましい。いくつかの植物はこれよりも酸性もしくは塩基性の土壌pHを好む。
- 土壌構造と水はけ。一部の植物は浸水条件（コメなど）または乾燥条件（カビに対して過敏なリュウゼツラン属など）でよく育つ。
- 微生物、特に植物の生育を促進する微生物の豊かさ。
- 表土の深さ。

2008年に土壌肥沃度の評価と管理の方法に関するシンポジウムが開かれ、肥沃度の決定要因、肥沃度ムラの実態や対策などが整理された。農耕、その他産業活動に用いられる土壌において、土壌肥沃度は土壌保全の観点から重用される。

## 肥沃度の管理

### 評価
圃場の肥沃度を評価するためには、圃場から土壌試料を採取して分析により各種特性値を決定する。特性値によって変動係数は大きく異なり、例えば、C/N比で6%、全窒素で13%、可給態窒素で24%である。この例のように、栄養成分の場合はその生体利用度（可給度）が高いほど、その変動係数も大きい。許容される誤差範囲に応じて、どれくらいの時間および距離間隔で試料を採取するかを決定する必要がある。圃場単位ではなく集落営農を対象に土壌特性値の空間変動解析を行う場合、地形の影響を強く受ける土壌有機物や粒径組成などの特性値が有効である。これらの特性値を利用することで、土壌用分野排水性を考慮した輪換ブロックを設定することができる。輪換ブロックでは、可給態窒素などの特性値に基づき、施肥などの局所管理が肥沃度の維持・向上に有効である。土壌有機物の蓄積と分解に対する田畑輪換の効果は日本土壌肥料学会シンポジウムで整理された。肥沃度の低い砂質土壌においても資材施用により可給態リン酸量や微生物バイオマス量は有意に増加し、肥沃度は増す。

### 施肥
窒素、リン、カリウムの3つ（肥料の三要素）は土壌肥沃度に最も重要な植物栄養素であり、植物の生育を促進・維持するために非常に重要である。ただし、リンとカリウムについては、生物が利用可能なリン分であるリン酸（P2O5）と、水溶性のカリウム分である加里（K2O）の量が重要である。一般的に、植物栽培用の土壌には人の手によって外部から、三要素を含めた栄養素を加える必要がある。三要素のうち、生物が利用可能なリンは、最も多くの場合に植物の栄養不足の原因である。窒素とカリウムについても、それらの不足による植物の生育不良は起こり得る問題である。
栄養素、特に肥料の三要素の濃度は普通、肥料分析で決定されており、成分量が表示されている。日本の肥料取締法には一部の肥料（普通肥料）において、含有すべき主成分の最小量または最大量の表示が義務付けられている。特殊肥料においても、汚泥を原料としない堆肥と動物の排泄物の場合は肥料成分の表示が義務となっている。成分量の表示方法は定められており、例えば10-10-15と表示された肥料は窒素を10%、リン酸を10%、加里を15%含む。硫黄分が第四の主成分として表示されることもあり、その場合、ハイフン（-）で区切って4番目に成分量が示される。例えば、21-0-0-24は21%の窒素と24%の硫黄の含有を示す。
化学肥料と有機肥料は栄養の供給能力において性質が大きく異なる。
土壌肥沃度は、有機態から無機態へ、あるいは無機態から有機態への複雑な過程により決まる。有機態の栄養素は（例外はあるが）植物に吸収されず、微生物に分解されて無機態となる。この過程を無機化（mineralization）と呼ぶ。
植物と同様に、多くの微生物は窒素、リン、あるいはカリウムの無機態を要求し利用する。このため、土壌微生物は植物とこれらの栄養素を競合する。微生物に吸収された栄養素は微生物バイオマスとなり、植物に利用されず、水の移動で移動せず、その微生物の生息地に固定される。この過程を固定化（immobilization）と呼ぶ。
固定化と無機化のバランスは主要な栄養素によって決まる。微生物にとって個々の栄養素の生体利用度と存在比率によって決まる。落雷のような自然現象によっても窒素分子は硝酸イオンNO2に変換される。水田などの浸水条件といった嫌気条件では、無機態窒素は窒素分子となって土壌から抜け出すことがある。この現象を脱窒といい、脱窒菌によって引き起こされる。陽イオン、主にリン酸やカリと多くの微量要素は、陽イオン交換によって、負に帯電した土壌粒子と強く結合し、保持される。
2008年にリン系肥料の基本の商品であるリン鉱石の価格は8倍に上昇し、肥料としてのリンの費用は2倍以上に増加した。世界中で発生しているリン鉱石の生産制限をpeak phosphorusという。

### 灌漑
灌漑用水の品質は、土壌の肥沃度と易耕性を維持するために、また植物がより深い土壌深部を利用するために非常に重要である。高塩基性の水で灌漑すると、不要なナトリウム塩は土壌に蓄積し、土壌の排水能力は非常に悪くなるであろう。塩基性の土壌中では植物の根は、最適な成長のための土壌深度まで伸びることはできない。低pH/酸性の水で灌漑すると、有用な塩（カルシウム、マグネシウム、カリウム、リン、硫黄など）は流亡水に溶けて酸性土壌から失われる。加えて、植物に不要なアルミニウム塩およびマンガン塩が土壌から溶出し、植物の生長を妨げる。高塩分水が灌注されたとき、あるいは十分な水が灌漑土壌から排出されないとき、土壌は塩積土壌となる、あるいはその肥沃度を失う。高塩分水は、膨圧または浸透圧を強くし、植物の根による水や栄養分の取り込みを妨げる。
塩基性の土壌では表土の損失が引き起こされる。雨水が土壌表面を流れ、または排出されると、水との接触により塩基性の土壌粒子はコロイド（細かい泥粒子）になり、表土が流されるためである。このような土壌は作物栽培により肥沃度を低下させないが、不適切な灌漑や酸性雨によって不要な無機塩類の蓄積と有用な無機塩類の喪失によって肥沃度は失われる。植物の成長に適していない土壌でも灌漑と排水を適切に行うことで肥沃度を改善させることができる。

### 光と二酸化炭素の制限
植物は光合成のために太陽光と二酸化炭素CO2を必要とする。
典型的な窒素、リン、カリウムの制限下では、低濃度の二酸化炭素は植物の成長の制限要因となる。CO2が300 ppm以上に増加したとき、植物生長を促進させる。CO2の更なる増加は光合成の正味の糖生産量を非常に小さい程度に増加させる可能性がある。
大気中のCO2濃度（現在約400 ppmで世界的に増加中）は光合成の結果にのみ最小限の影響を及ぼすので、路地畑の植物の成長不良について二酸化炭素の影響が原因となることはない。したがって、土壌肥沃度に空気が影響することはまずない。

## 田畑輪換の肥沃度実態

### 背景
日本国内で水田の転作は1969年からコメの生産調整のため開始された。1978年から水田利用再編対策が実施され、コメの減反だけでなく他の作物の自給率増加のために田畑転換が広く推し進められた。1980年以降は水田面積約2,900,000haのうち調節面積は500,000haを越え、2009年度には、作物が作付けされた水田2,330,000haの約3分の1（710,000ha）が畑地利用されるとみられている。
近年、大豆等の収量が減少している。農林水産統計では、水田利用再編対策が開始された1978年から10年程度の間に単位面積当たり収量が増加した地域、おそらく大豆畑への輪換が強力に進められてきた地域でその傾向は見られる。特に富山県では顕著である。富山県では、大豆後水稲で基肥窒素量の削減率が縮小されている事例や乾土効果が低下している事例が報告されている。輪換の繰り返しで土壌の有機物含有量が減少するなどして土壌肥沃度が低下していると懸念されている。
一方、輪換田畑での水稲栽培では、高温気象で玄米の外観品質が低下している。米の高温登熟障害は登熟期での植物体内の窒素含量が低いと助長される。このため、施肥量の減少と地力の低下が原因であることが推測されている。
輪換田畑では湛水の還元環境と落水の酸化環境が繰り返されている。このため、輪換田畑と連作水田では有機物の総量や組成の挙動が異なると予想されており、輪換田畑での土壌有機物の動態解析等の肥沃度実態の研究が行われている。

### 肥沃度実態
日本土壌肥料学会のシンポジウムで、水田からの輪換畑の肥沃度についての知見は総合的に検討された。
田畑では時間経過とともに土壌有機物の総量や組成が変化する。田畑輪換の繰り返しでは、その化学動態は連作の場合と異なる。微生物の分解による土壌有機物の変化は発熱を伴い、示差走査熱量測定（DSC分析）で分析できる。発熱量は可給態窒素量とおおむね相関があり、発熱ピークは二つある。DSC分析では低温分解成分と高温分解成分の2種類が観測できる。前者は輪換のたびに単調に減少し、後者は4回程度の畑地化を経て減少する。
重粘土の水田からの転換畑での大豆の初期生育には前作にソラマメ属のへアリーベッチを導入することが有効である。そのメカニズムとして、佐藤ら（2007）はヘアリーベッチによる蒸散作用と根の伸長に伴う亀裂構造の発達を推定した。飼料イネを4年間栽培したのちに大豆畑に転作した場合でも、完熟堆肥を適切に施用することで窒素肥沃度の低下を抑制できる可能性がある。

## 土壌劣化
土壌肥沃度に貢献する成分や条件がある一定の水準以上に維持されていないと土壌の劣化が生じる。土壌劣化は作物の収量や品質を低下させる。農業や園芸など、人為的な栽培では過度の栽培や不適切な土壌管理が原因となることがある。
土地利用が急激に変化したときに、土壌の肥沃度が大きな課題となることがある。例えば、ニューイングランドでは入植者が入植の際に多くの土地を劣化させた。多くの動物の群れを放牧したこと、土壌の堆肥の補給をしなかったこと、様々な要因から土壌の浸食を引き起こしたことが原因である。ウィリアム・クロノン（William Cronon）はこの件に関して「Changes in the Land: Indians, Colonists, and the Ecology of New England」で次のように指摘している。「...長期間にわたる作用が土壌を危険にさらした。森の伐採、破壊的な洪水の増加、動物の放牧による草の背丈の低下と土壌圧縮、および耕作。これら全てが浸食を高める要因となった」。

## 分布

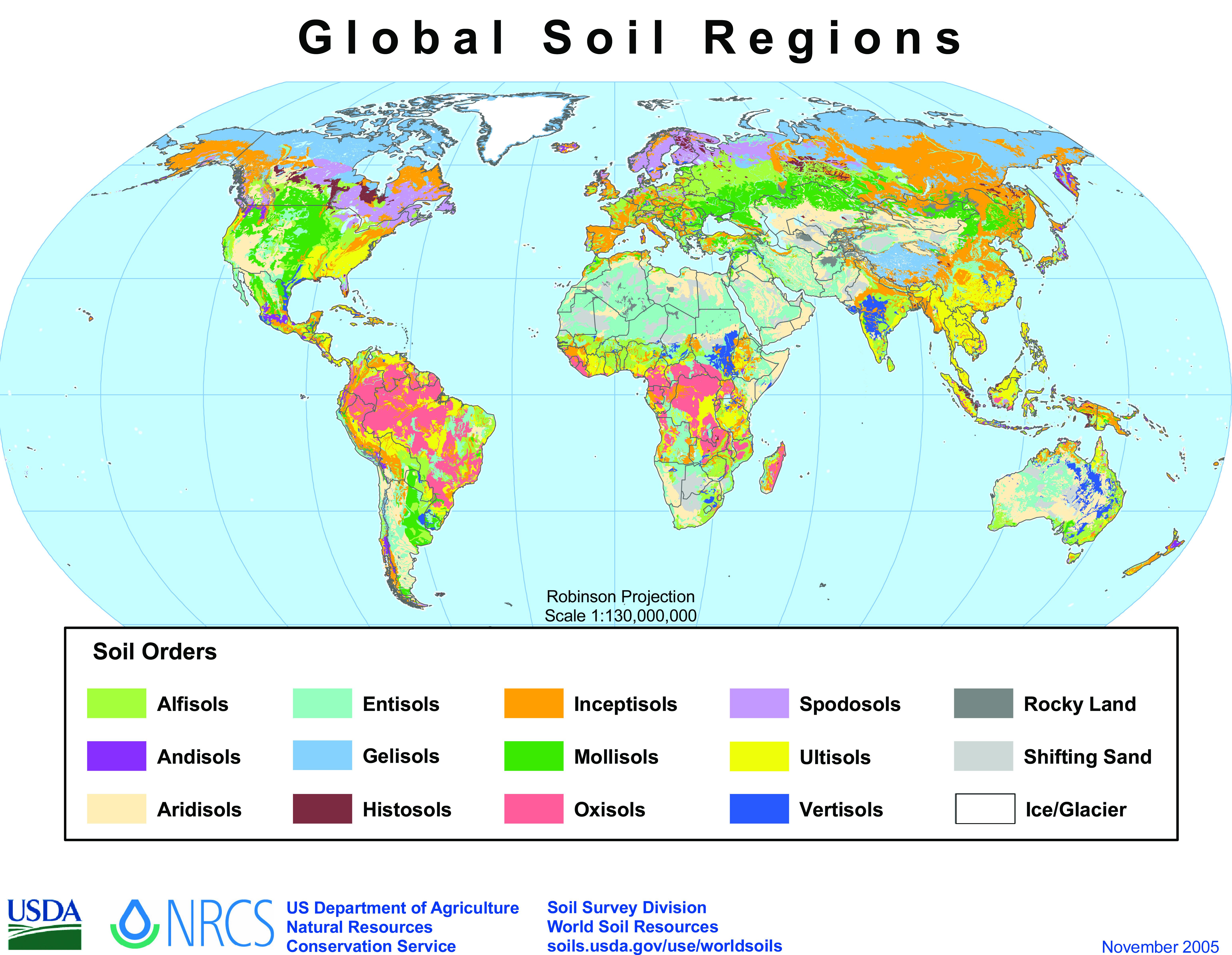
USDA土壌分類法による土壌型の分布。濃い緑で示されたMollisolsは土壌肥沃度が高い。